# بازگشت سوپرمن (برنامه تلویزیونی)

لوگو برنامه از قسمت ۱ تا ۱۱۶

بازگشت سوپرمن (به هانگول: 슈퍼맨이 돌아왔다) و (به انگلیسی: Superman is Back) نام یک برنامه تلویزیونی است که از شبکه کی‌بی‌اس ۲ کره جنوبی پخش می‌شود. این برنامه بخشی از برنامه HAPPY SUNDAY این شبکه می‌باشد. سه برنامه اول که آزمایشی بودند از تاریخ ۱۹ سپتامبر تا ۲۱ سپتامبر ۲۰۱۳ با حضور لی هی جائه، چو سونگ هون، جانگ هیون سانگ، لی هیون وو و فرزندان واقعی آنها و با گویندگی یو هو جئونگ بروی آنتن رفت. شبکه کی‌بی‌اس در تاریخ ۱۷ اکتبر ۲۰۱۳ به طور رسمی از پخش این برنامه در برنامه HAPPY SUNDAY خبرداد.

## خلاصه
پدرهایی که در اجتماع معروف و مشهور هستند موظف هستند خود و به تنهایی به مدت ۴۸ ساعت و از زمانی که همسرشان از خانه خارج می‌شود از فرزندانشان مراقبت کنند. همسران آنها قبلاً از آغاز ۴۸ ساعت از منزل خارج شده و بعد از پایان ۴۸ ساعت دوباره به منزل برمی‌گردند. در طول ۴۸ ساعت پدران موظف هستند وظایفی را که همسران برای آنها نوشته‌اند یا فعالیت‌های جدیدی را با فرزندان خود انجام دهند.

## قالب
این برنامه با دوربین‌های نصب شده در خانه به علاوه دوربین‌هایی که در چادرهایی که در گوشه و کنار خانه‌های افراد مشهور تعبیه شده‌اند فیلم برداری می‌شود.

## بازیگران

### بازیگران فعلی
| زمان حضور                           | پدر                           | فرزندان                                                      | مادر/همسر                     | محل فیلم برداری            |
| ----------------------------------- | ----------------------------- | ------------------------------------------------------------ | ----------------------------- | -------------------------- |
| 2013 قسمت‌های آزمایشی قسمت ۱ - آینده | لی هی جائه مجری و کمدین       | پسر: لی سو اون متولد ۱۵ مارس ۲۰۱۳ ‏(۱۲ سال) (دوقلو)           | مون جئونگ وون گلفروش          | کانگنام، سئول، کره جنوبی   |
| 2013 قسمت‌های آزمایشی قسمت ۱ - آینده | لی هی جائه مجری و کمدین       | پسر: لی سو جون متولد ۱۵ مارس ۲۰۱۳ ‏(۱۲ سال) (دوقلو)           | مون جئونگ وون گلفروش          | کانگنام، سئول، کره جنوبی   |
| 2014 قسمت ۸۸ - آینده                | لی دونگ-گوک فوتبالیست         | دختر: لی جائه سی متولد ۱۴ اوت ۲۰۰۷ ‏(۱۷ سال) (دوقلوی همسان)   | لی سو جین میس کره سابق        | سونگدو، اینچئون، کره جنوبی |
| 2014 قسمت ۸۸ - آینده                | لی دونگ-گوک فوتبالیست         | دختر: لی جائه آه متولد ۱۴ اوت ۲۰۰۷ ‏(۱۷ سال) (دوقلوی همسان)   | لی سو جین میس کره سابق        | سونگدو، اینچئون، کره جنوبی |
| 2014 قسمت ۸۸ - آینده                | لی دونگ-گوک فوتبالیست         | دختر: لی سئول آه متولد ۱۸ ژوئیهٔ ۲۰۱۳ ‏(۱۱ سال) (دوقلوی همسان) | لی سو جین میس کره سابق        | سونگدو، اینچئون، کره جنوبی |
| 2014 قسمت ۸۸ - آینده                | لی دونگ-گوک فوتبالیست         | دختر: لی سو آه متولد ۱۸ ژوئیهٔ ۲۰۱۳ ‏(۱۱ سال) (دوقلوی همسان)   | لی سو جین میس کره سابق        | سونگدو، اینچئون، کره جنوبی |
| 2014 قسمت ۸۸ - آینده                | لی دونگ-گوک فوتبالیست         | پسر: لی سی آن متولد ۱۴ نوامبر ۲۰۱۴ ‏(۱۰ سال)                  | لی سو جین میس کره سابق        | سونگدو، اینچئون، کره جنوبی |
| 2015 قسمت ۱۱۴ - آینده               | کیم تائه یونگ بازیگر          | دختر: کیم رو هی متولد ۱۲ آوریل ۲۰۱۵ ‏(۱۰ سال)                 | ایون جین بازیگر               | سئول، کره جنوبی            |
| 2013 قسمت ۱۱۶ - آینده               | لی بوم سو بازیگر              | دختر: لی سو اول متولد ۱ مارس ۲۰۱۱ ‏(۱۴ سال)                   | لی یون جین مترجم زبان انگلیسی | سئول، کره جنوبی            |
| 2013 قسمت ۱۱۶ - آینده               | لی بوم سو بازیگر              | پسر: لی دا ایول متولد ۲۱ فوریهٔ ۲۰۱۴ ‏(۱۱ سال)                 | لی یون جین مترجم زبان انگلیسی | سئول، کره جنوبی            |
| 2013 قسمت ۱۲۷ - آینده               | یانگ گونگ دئون بازیگر/خواننده | پسر: یانگ جون سئو متولد ۲۸ مارس ۲۰۱۳ ‏(۱۲ سال)                | کیم جونگ می                   | سئول، کره جنوبی            |
| 2013 قسمت ۱۲۷ - آینده               | یانگ گونگ دئون بازیگر/خواننده | دختر: یانگ جوی متولد ۱۱ اکتبر ۲۰۱۵ ‏(۹ سال)                   | کیم جونگ می                   | سئول، کره جنوبی            |
| زمان حضور                           | راوی                          | راوی                                                         | راوی                          | راوی                       |
| 2015 قسمت ۶۰ - آینده                | جونگ‌های یونگ6                 | جونگ‌های یونگ6                                                | جونگ‌های یونگ6                 | جونگ‌های یونگ6              |

### بازیگران سابق
| زمان حضور                             | پدر                        | فرزندان                                                          | مادر/همسر                     | محل فیلمبرداری                    |
| ------------------------------------- | -------------------------- | ---------------------------------------------------------------- | ----------------------------- | --------------------------------- |
| 2013 قسمت‌های آزمایشی                  | لی هیون وو بازیگر/خواننده  | پسر: لی دونگ ها متولد سپتامبر 2009                               | یی جه نی نگهبان موزه          | سئول، کره جنوبی                   |
| 2013 قسمت‌های آزمایشی                  | لی هیون وو بازیگر/خواننده  | پسر: لی جو ها متولد آوریل 2011                                   | یی جه نی نگهبان موزه          | سئول، کره جنوبی                   |
| 2014 قسمت 25-31۳                      | کیم جونگ تائه بازیگر1      | پسر: کیم جی هو متولد فوریه 2011۲                                 | جئون یو جین استاد دانشگاه     | بوسان، کره جنوبی                  |
| 2013 - 2014 قسمت‌های آزمایشی قسمت 1-33 | جانگ هیون سانگ بازیگر      | پسر: جانگ جون وو متولد ۱۷ ژوئیه 2003                             | یانگ هی جانگ خانه‌دار          | سئول، کره جنوبی                   |
| 2013 - 2014 قسمت‌های آزمایشی قسمت 1-33 | جانگ هیون سانگ بازیگر      | پسر: جانگ جون سو متولد ۱۷ ژوئیه 2007                             | یانگ هی جانگ خانه‌دار          | سئول، کره جنوبی                   |
| 2014 قسمت 32-39                       | دو کیونگ وان گوینده خبر    | پسر: دو یئون نو متولد ۱۳ ژوئن 2014                               | جانگ یون جئونگ خواننده        | سئول، کره جنوبی                   |
| 2013 - 2015 قسمت 1-58                 | تابلو خواننده              | دختر: لی‌ها رو متولد ۲ می 2010                                    | کانگ هه جونگ بازیگر           | سئول، کره جنوبی                   |
| 2014 قسمت ۳۴ - 116                    | سونگ ایل گوک بازیگر        | پسر: سونگ ده هان متولد ۱۶ مارس ۲۰۱۲ ‏(۱۳ سال) (سه قلوی غیرهمسان)  | جئونگ سئونگ یون قاضی دادگستری | سونگدو، اینچئون، کره جنوبی        |
| 2014 قسمت ۳۴ - 116                    | سونگ ایل گوک بازیگر        | پسر: سونگ مین گوک متولد ۱۶ مارس ۲۰۱۲ ‏(۱۳ سال) (سه قلوی غیرهمسان) | جئونگ سئونگ یون قاضی دادگستری | سونگدو، اینچئون، کره جنوبی        |
| 2014 قسمت ۳۴ - 116                    | سونگ ایل گوک بازیگر        | پسر: سونگ مان سه متولد ۱۶ مارس ۲۰۱۲ ‏(۱۳ سال) (سه قلوی غیرهمسان)  | جئونگ سئونگ یون قاضی دادگستری | سونگدو، اینچئون، کره جنوبی        |
| 2013 قسمت‌های آزمایشی قسمت ۱ - آینده   | یوشیهیرو آکی یاما رزمی کار | دختر: چو سارانگ متولد ۲۴ اکتبر ۲۰۱۱ ‏(۱۳ سال)                     | شیهو یانو مدل                 | میناتو، توکیو، ژاپن               |
| 2015 قسمت ۵۹ - آینده                  | اوم تائه وونگ بازیگر       | دختر: اوم جی اُن متولد ۱۸ ژوئن ۲۰۱۳ ‏(۱۱ سال)                      | بون هه جین رقاصه باله         | اوپو، گوانگجو، گیونگگی، کره جنوبی |
| زمان حضور                             | راوی                       | راوی                                                             | راوی                          | راوی                              |
| 2013 قسمت‌های آزمایشی                  | یو هو جئونگ                | یو هو جئونگ                                                      | یو هو جئونگ                   | یو هو جئونگ                       |
| 2013 - 2014 قسمت 1-27                 | چه شی را                   | چه شی را                                                         | چه شی را                      | چه شی را                          |
| 2014 قسمت 28-37                       | شین آئه را                 | شین آئه را                                                       | شین آئه را                    | شین آئه را                        |
| 2014 - 2015 قسمت 38-59                | هئو سو گیونگ4              | هئو سو گیونگ4                                                    | هئو سو گیونگ4                 | هئو سو گیونگ4                     |

## نسخه‌های بین‌المللی
در آوریل ۲۰۱۴ تلویزیون ژجیانگ جین نسخه‌ای از این برنامه با نام بازگشت پدر را به روی آنتن برد. قالب این برنامه مشابه قاالب برنامه کره‌ای آن بود اما در آن راوی وجود نداشت. مدتی بعد نام برنامه به دلیل شایعاتی از احتمال دستبرد فکری تغییر پیدا کرد.

## جوایز و افتخارات
| سال  | جایزه                             | بخش                                            | نامزد شده            | نتیجه    |
| ---- | --------------------------------- | ---------------------------------------------- | -------------------- | -------- |
| 2013 | دوازدهمین جشنواره سرگرمی کی بی اس | جایزه ویژه سرگرمی                              | چو سانگ هون          | برنده    |
| 2013 | دوازدهمین جشنواره سرگرمی کی بی اس | بهترین بازیگر تازه‌وارد مرد برنامه تلویزیونی    | جانگ هیون سانگ       | نامزدشده |
| 2013 | دوازدهمین جشنواره سرگرمی کی بی اس | جایزه ویژه تهیه کنندگان                        | لی هی جائه           | برنده    |
| 2013 | دوازدهمین جشنواره سرگرمی کی بی اس | بهترین بازیگر مرد برنامه تلویزیونی             | چو سانگ هون          | نامزدشده |
| 2013 | دوازدهمین جشنواره سرگرمی کی بی اس | بهترین بازیگر مرد برنامه تلویزیونی             | تابلو                | نامزدشده |
| 2013 | دوازدهمین جشنواره سرگرمی کی بی اس | جایزه ویژه بهترین بازیگر مرد برنامه تلویزیونی  | چو سانگ هون          | نامزدشده |
| 2013 | دوازدهمین جشنواره سرگرمی کی بی اس | جایزه ویژه بهترین بازیگر مرد برنامه تلویزیونی  | تابلو                | نامزدشده |
| 2013 | دوازدهمین جشنواره سرگرمی کی بی اس | جایزه محبوبیت تلویزیون موبایلی                 | بچه‌های بازگشت سوپرمن | برنده    |
| 2013 | دوازدهمین جشنواره سرگرمی کی بی اس | بهترین برنامه سال به انتخاب بینندگان           | بازگشت سوپرمن        | نامزدشده |
| 2013 | دوازدهمین جشنواره سرگرمی کی بی اس | جایزه بهترین eater                             | چو سا رانگ           | نامزدشده |
| 2014 | پنجاهمین جشن هنر پک سانگ          | بهترین برنامه تلویزیونی                        | بازگشت سوپرمن        | نامزدشده |
| 2014 | سیزدهمین جشنواره سرگرمی کی بی اس  | بهترین برنامه سال به انتخاب بینندگان           | بازگشت سوپرمن        | برنده    |
| 2014 | سیزدهمین جشنواره سرگرمی کی بی اس  | جایزه ویژه بهترین بازیگر مرد برنامه تلویزیونی  | چو سانگ هون          | برنده    |
| 2014 | سیزدهمین جشنواره سرگرمی کی بی اس  | جایزه ویژه تهیه کنندگان                        | لی هی جائه           | برنده    |
| 2014 | سیزدهمین جشنواره سرگرمی کی بی اس  | جایزه ویژه تهیه کنندگان                        | سونگ ایل گوک         | برنده    |
| 2014 | سیزدهمین جشنواره سرگرمی کی بی اس  | جایزه محبوبیت تلویزیون موبایلی                 | بچه‌های بازگشت سوپرمن | برنده    |
| 2014 | سیزدهمین جشنواره سرگرمی کی بی اس  | جایزه بهترین نویسنده                           | کیم جونگ سان         | برنده    |
| 2015 | پنجاه و یکمین جشن هنر پک سانگ     | بهترین برنامه تلویزیونی                        | بازگشت سوپرمن        | نامزدشده |
| 2015 | چهاردهمین جشنواره سرگرمی کی بی اس | بهترین برنامه سال به انتخاب بینندگان           | بازگشت سوپرمن        | نامزدشده |
| 2015 | چهاردهمین جشنواره سرگرمی کی بی اس | جایزه ویژه بهترین بازیگر جدید برنامه تلویزیونی | لی دونگ گوک          | نامزدشده |
| 2015 | چهاردهمین جشنواره سرگرمی کی بی اس | بهترین سرگرم‌کننده - برنامه‌های سرگرمی           | لی دونگ گوک          | برنده    |
| 2015 | چهاردهمین جشنواره سرگرمی کی بی اس | ستاره برنامه‌های سرگرمی                         | چویی سونگ هون        | برنده    |
| 2015 | چهاردهمین جشنواره سرگرمی کی بی اس | جایزه ویژه بهترین بازیگر مرد برنامه تلویزیونی  | سونگ ایل گوک         | برنده    |
| 2015 | چهاردهمین جشنواره سرگرمی کی بی اس | جایزه ویژه (ده سانگ)                           | لی هی جائه           | برنده    |